# Fo Tan
Fo Tan (chiński: 火炭) – jedna ze stacji MTR, systemu szybkiej kolei w Hongkongu, na East Rail Line. Znajduje się w obszarze Fo Tan, w dystrykcie Sha Tin. Stacja obsługuje kilka budynków mieszkalnych i średniej wielkości strefę przemysłową, takie jak Fo Tan Railway House, należącej do MTR Corporation. 
Stacja została otwarta 15 lutego 1985.